# نفس ريد (ذي السفال)

تعديل مصدري - تعديل

نفس ريد هي إحدى قرى عزلة ريده ورياد بمديرية ذي السفال التابعة لمحافظة إب، بلغ تعداد سكانها 579 نسمة حسب تعداد اليمن لعام 2004.